# قرار مجلس الأمن التابع للأمم المتحدة رقم 1146
قرار مجلس الأمن التابع للأمم المتحدة رقم 1146، المتخذ بالإجماع في 23 كانون الأول / ديسمبر 1997، بعد الإشارة إلى جميع القرارات المتعلقة بقبرص، ولا سيما القرارات 186 (1964)، 939 (1994) و1117 (1997)، مدد المجلس ولاية قوة الأمم المتحدة لحفظ السلام في قبرص لمدة ستة أشهر أخرى حتى 30 حزيران / يونيو 1998.
ووافقت حكومة قبرص مرة أخرى على استمرار وجود قوة الأمم المتحدة لحفظ السلام في الجزيرة. وظلت التوترات على طول خط وقف إطلاق النار مرتفعة، رغم انخفاض عدد الحوادث الخطيرة. ولوحظ أيضاً أن هناك قيوداً متزايدة على حرية حركة القوة وأن المفاوضات للتوصل إلى حل مقبول للطرفين ما زالت في طريق مسدود بعد محادثات مباشرة جرت مؤخراً بين قبرص وشمال قبرص.
ومُددت ولاية قوة الأمم المتحدة لحفظ السلام في قبرص حتى 30 حزيران / يونيو 1998. وكان من المهم أن يتفق الطرفان بسرعة على التدابير التي اقترحتها قوة الأمم المتحدة لتخفيف حدة التوتر. كما كان هناك قلق بشأن تعزيز الأسلحة العسكرية في جنوب قبرص وعدم إحراز تقدم في خفض عدد القوات الأجنبية. وفي هذا الصدد، حث المجلس جمهورية قبرص على تقليص الإنفاق الدفاعي وسحب القوات الأجنبية، بهدف شامل لنزع السلاح من الجزيرة بأكملها.
بعد إعادة التأكيد على عدم مقبولية الوضع الحالي، رحب المجلس بعزم الأمين العام كوفي عنان على استئناف المفاوضات في مارس 1998، وحث الزعيمين القبرصيين على التعاون مع الأمين العام. ورحب بالاتفاق الذي توصل إليه القادة بشأن الأشخاص المفقودين في يوليو / تموز 1997.
صدرت تعليمات للأمين العام كوفي عنان بتقديم تقرير إلى المجلس بحلول 10 حزيران / يونيو 1998 بشأن تنفيذ القرار الحالي.

## روابط خارجية
- نص القرار في undocs.org